# De Kapel (Emmen)
De Kapel  is een kerkgebouw in traditionalistische stijl aan de Kapelstraat in het Drentse Emmen. De kerk is in 1998 aangewezen als rijksmonument.

## Beschrijving
De Kapel is gebouwd in 1923 en ingewijd in 1924. Het initiatief voor de bouw kwam van de Confessionele Vereniging. Het gebouw is een zaalkerk van oorspronkelijk vijf traveeën breed. De ongelede, uitkragende toren staat aan de achterzijde van de kerk, in de oksel van kerk en aangebouwde consistoriekamer. In 1951 is de kerk vergroot met een narthex en een extra travee. Zowel de oorspronkelijke bouw als de uitbreiding werden ontworpen door Jan en Theo Stuivinga uit Zeist.
Van binnen verkeert de kerk nog in de oorspronkelijke staat. Zowel de preekstoel, de banken en het bankenplan zijn onveranderd. Het gebouw heeft een open, houten dakstoel.
Het huidige orgel is gebouwd door de Fa. Verschueren te Heythuiszen in 1961. De massief orgelkast is vervaardigd van irokoteak. En de sleepmotoren plus de conducten zijn vervangen door de Fa. Pels & Van Leeuwen uit 's-Hertogenbosch in 2004.

## Fotogalerij

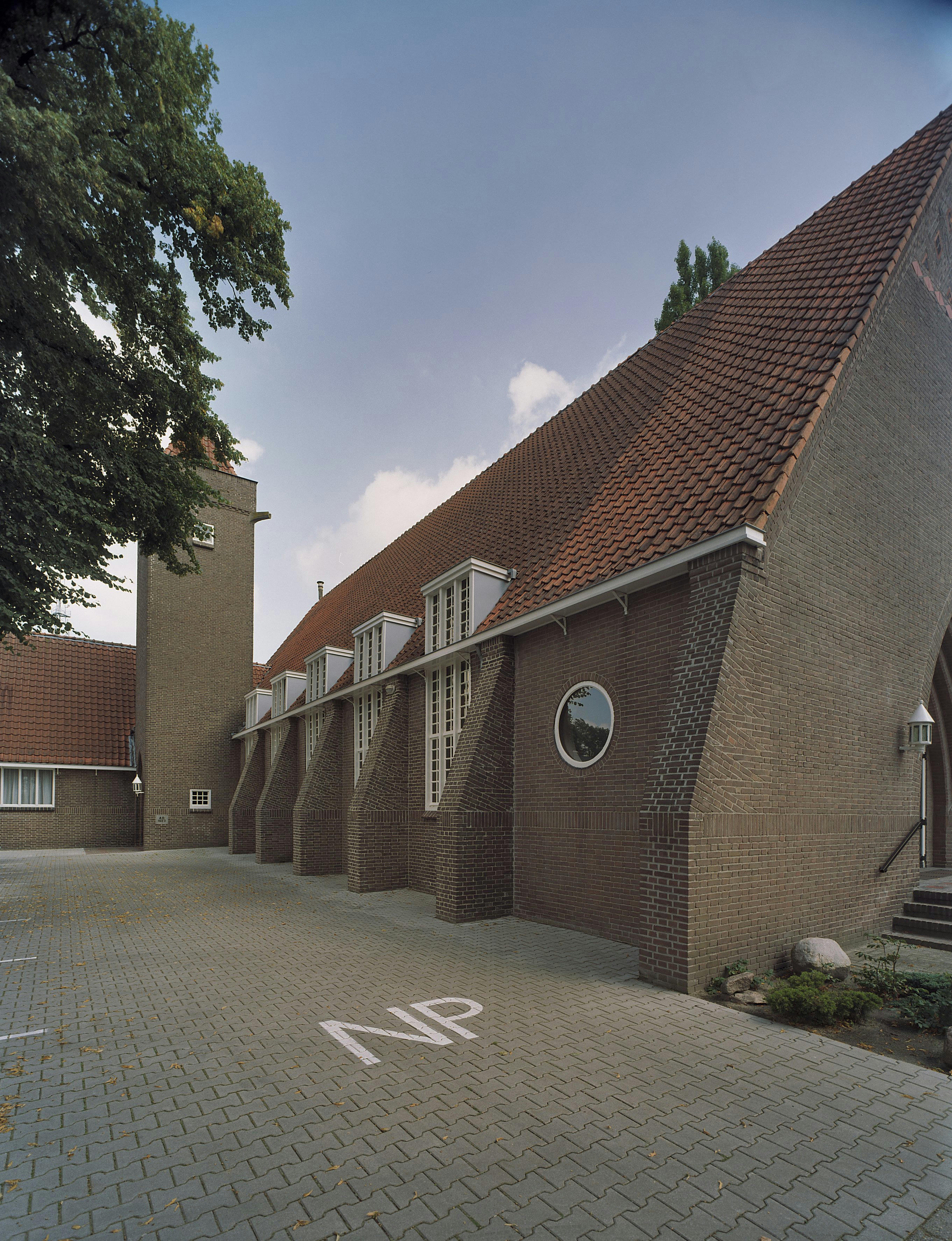
Noordzijde met toren
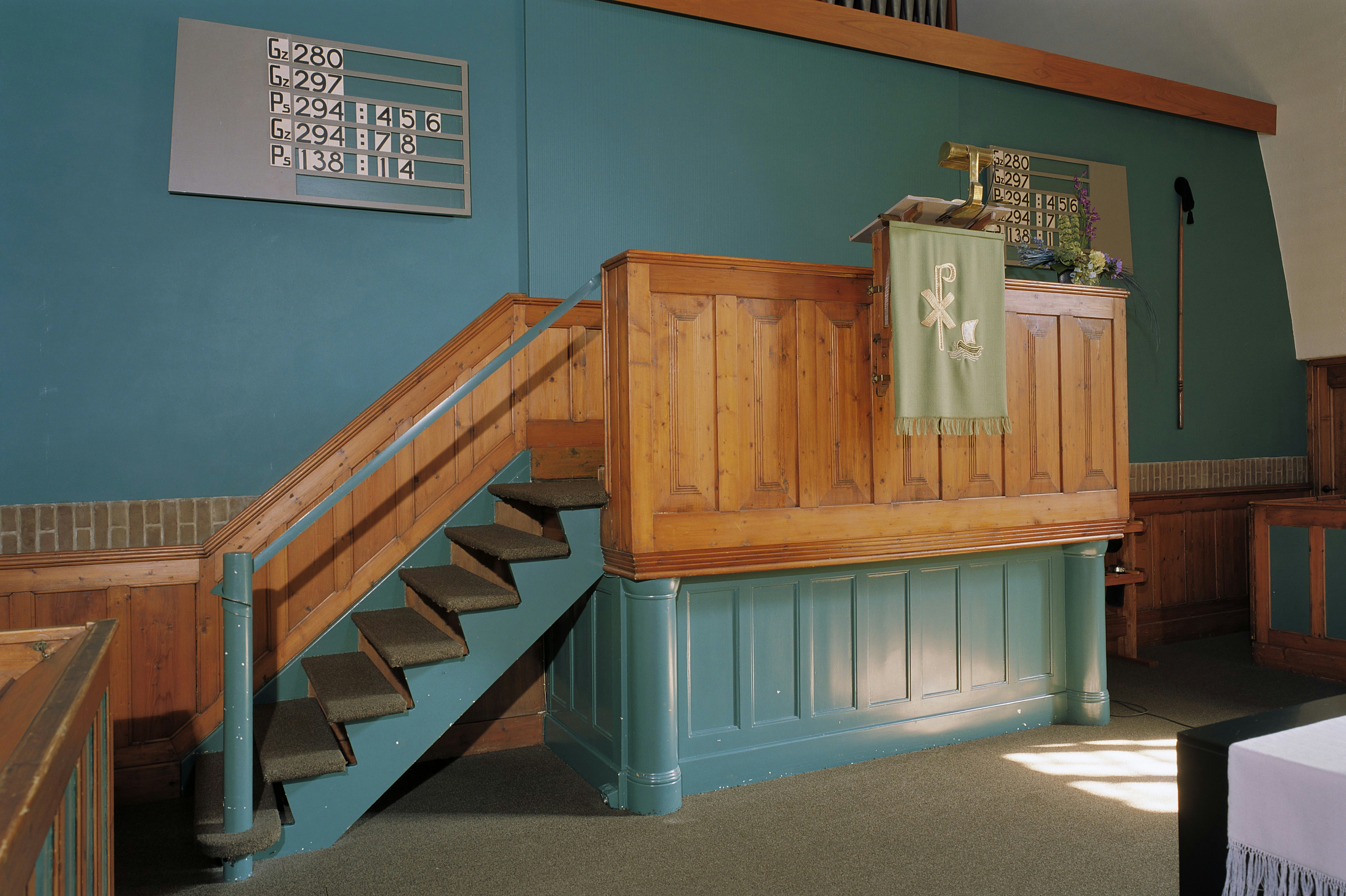
Preekstoel
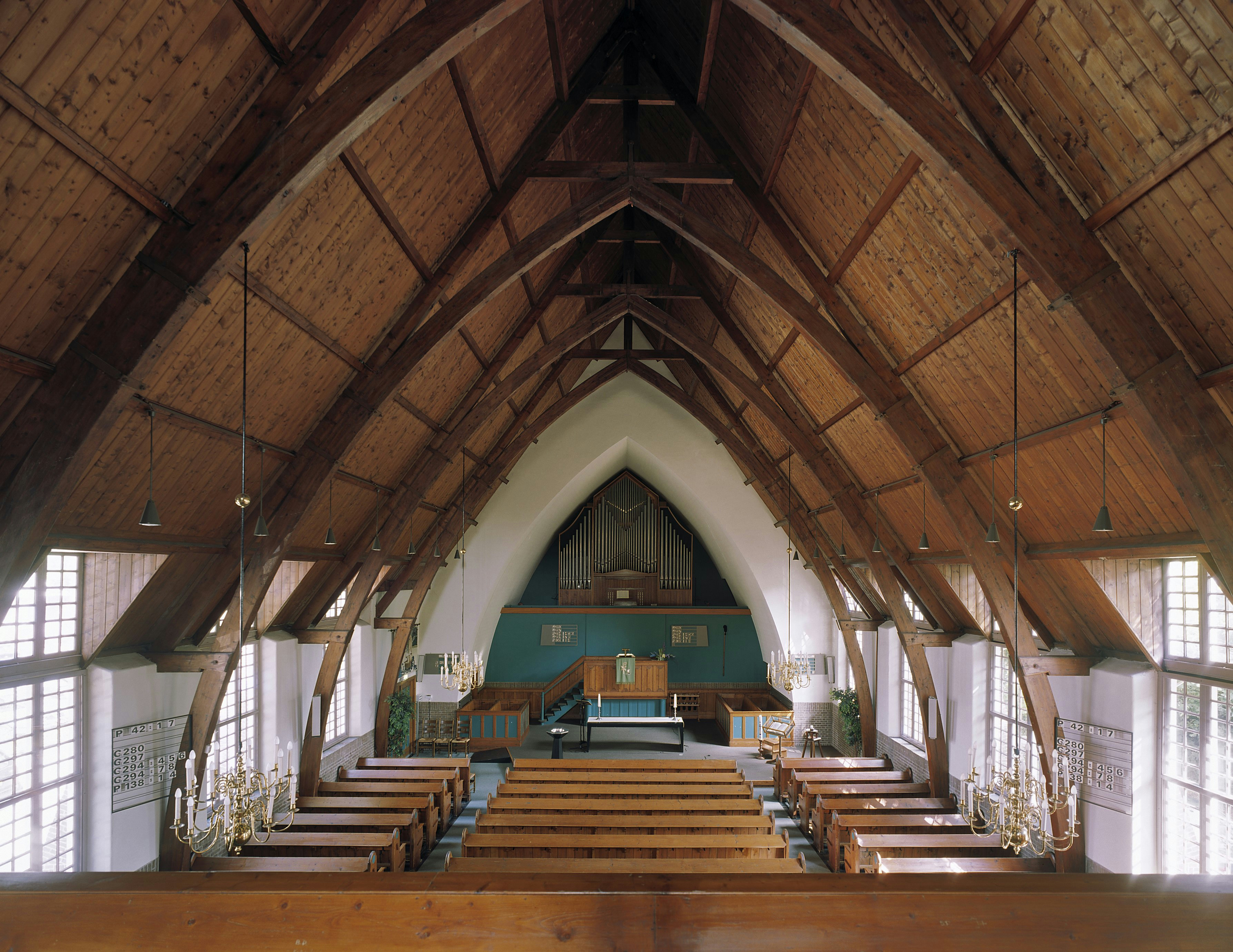
Interieur naar het oosten
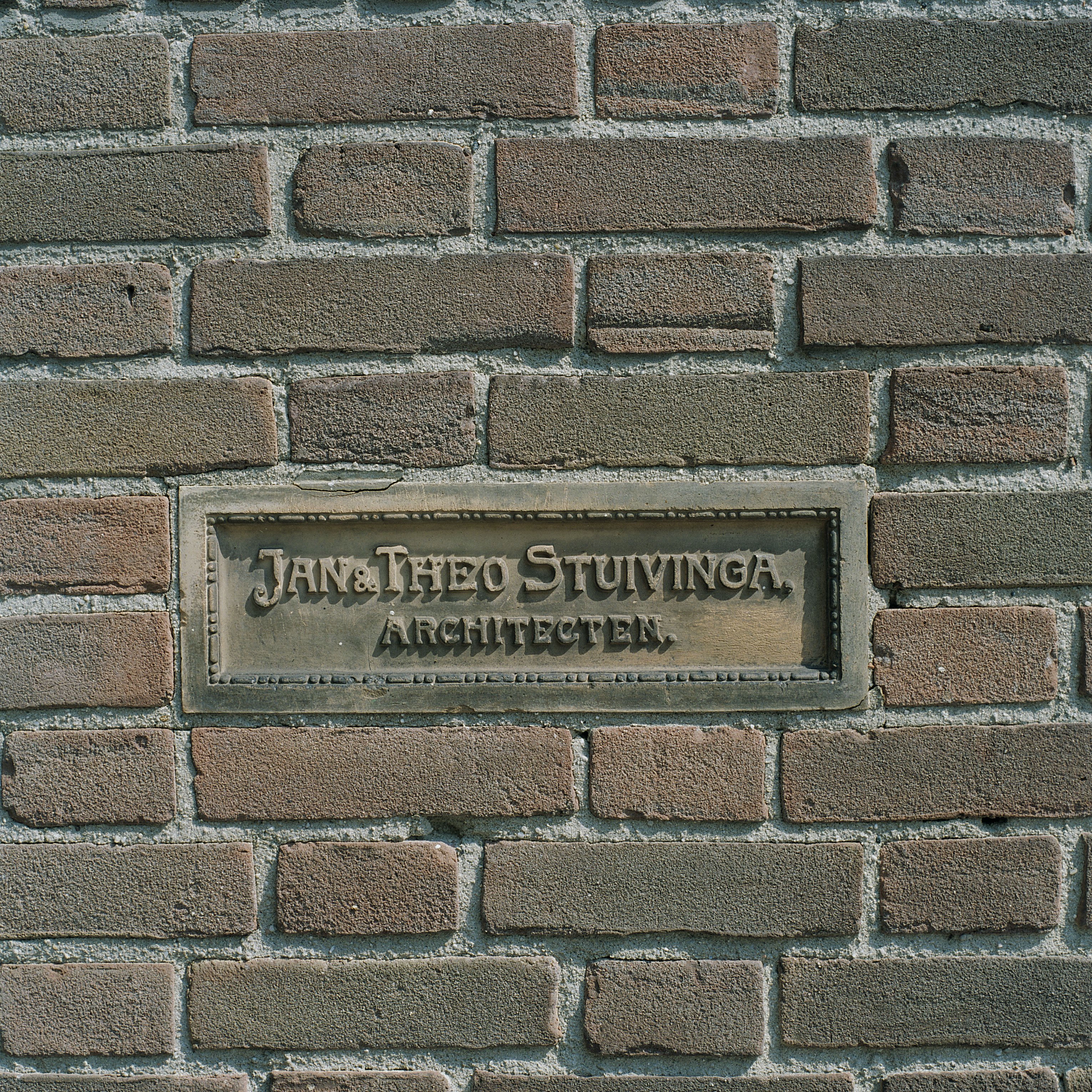
Gevelsteen architecten
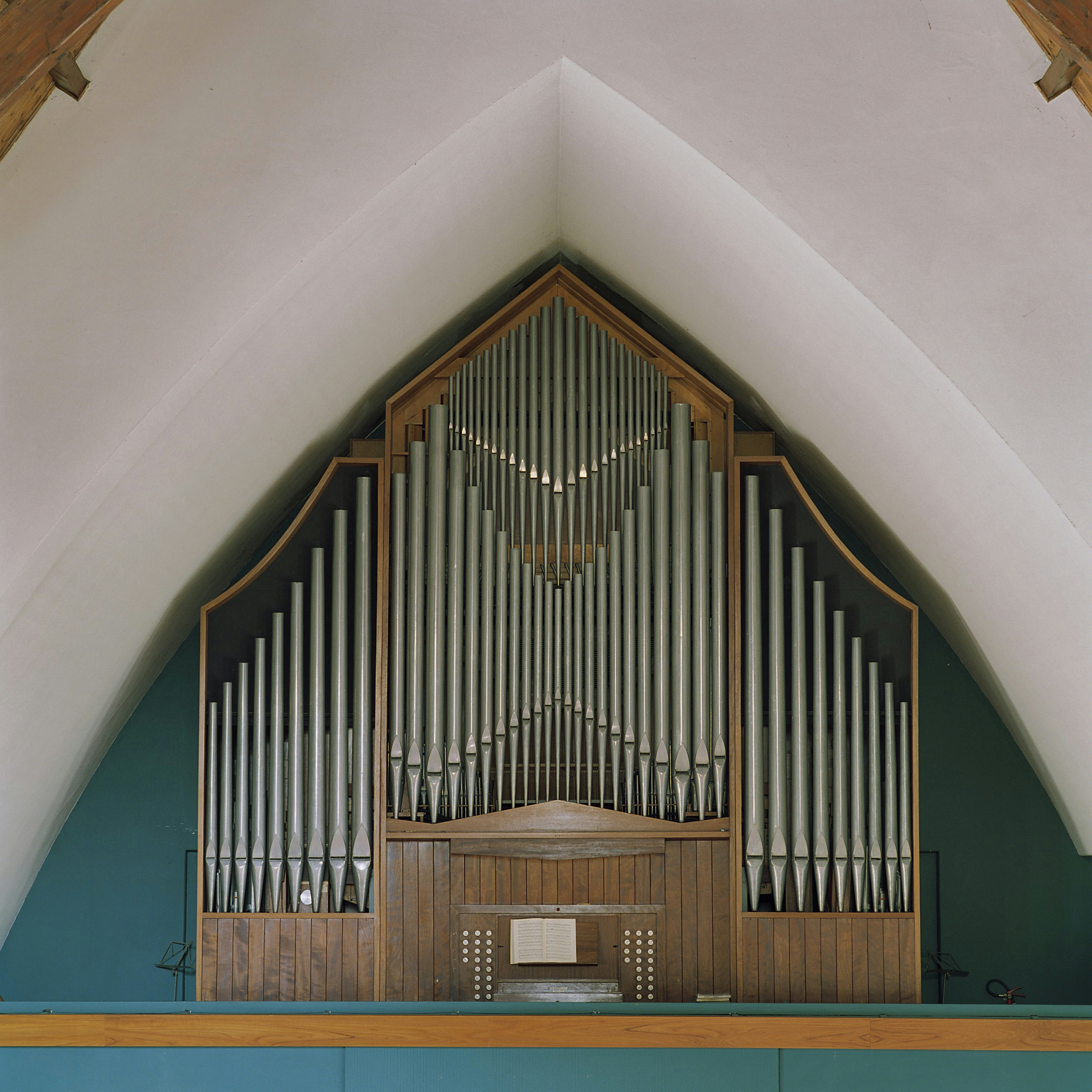
Het orgel van Fa. Verschueren